# Regina Helena Potsch Andreata
Regina Helena Potsch Andreata (1947) es una bióloga, taxónoma, botánica, curadora, y profesora brasileña.

## Biografía
En 1969, obtuvo la licenciatura en historia natural por la Universidad de Santa Úrsula, USU Archivado el 28 de noviembre de 2004 en Wayback Machine., y otra licenciatura en Ciencias Físicas y Biológicas por la misma casa; un máster en botánica supervisada por la Dra. Graziela Maciel Barroso (1912-2003), defendiendo la tesis "Smilax Linnaeus (Smilacaceae) ensaio para uma revisão das espécies brasileiras", por la Universidad Federal de Río de Janeiro (1979). Y, en 1995, el doctorado por la Universidad de São Paulo.
Actualmente, es profesora en la Universidad de Santa Úrsula, investigadora visitante en el Jardín Botánico del Instituto de Investigación de Río de Janeiro, profesora colaboradora - Museo Nacional de la UFRJ y becaria del Consejo Nacional de Desarrollo Científico y Tecnológico. Tiene experiencia en botánica, con énfasis en taxonomía vegetal, actuando sobre Smilacaceae, Smilax, taxonomía, flora y Río de Janeiro.
Es autora en la identificación y nombramiento de nuevas especies para la ciencia, a abril de 2015, de cuatro nuevos registros de especies, especialmente de las familias Herreriaceae, Sapindaceae, y en especial de los géneros Smilax, Diatenopteryx (véase más abajo el vínculo a IPNI).

## Algunas publicaciones
- LOPES, ROSANA C.; ANDREATA, REGINA H. P.; CARTAXO-PINTO, SIMONE; TROVÓ, M.; GONÇALVES-ESTEVES, V. 2013. Pollen morphology and wall structure of Neotropical species of Herreria and Clara (Asparagaceae-Agavoideae) and its taxonomic implications. Plant Systematics and Evolution 299: 25-34

- PALAZZO, F.M.A.; MONTEIRO, M. H. D. A.; ANDREATA, R. H. P. 2012. Chrysophyllum januariense Eichl. (Sapotaceae): nova ocorrência para o Brasil e descrição do fruto. Pesquisas. Botânica 63: 213-218

- LOPES, R. C.; ANDREATA, R. H. P. 2012. Herreria glaziovii (Agavoideae, Asparagaceae) - typification and a new synonym. Phytotaxa 68: 55-60

- PROFICE, S. R.; ANDREATA, R. H. P. 2011. Revisão taxonômica de Aphelandra R.Br. (Acanthaceae) de corola curto-bilabiada. Pesquisas. Botânica 62: 7-70

- PAULA, C. H. R.; ANDREATA, R. H. P. 2011. Contribuição à taxonomia de Loranthaceae no Estado do Rio de Janeiro, Brasil. Pesquisas. Botânica 62: 71-115

- GUIMARAES, A. R.; ANDREATA, R. H. P.; COSTA, C. G. 2011. Stem and leaf morphoanatomy of two Atlantic Forest species of Smilax Linnaeus. Revista de Biología Neotropical 8: 1-14

- GUIMARAES, A. R.; COSTA, C. G.; ANDREATA, R. H. P. 2010. Morfoanatomia do sistema subterrâneo de Smilax subsessiliflora (Smilacaceae). Rodriguesia 6: 181-194

- DIAS-NETO, A. O.; PALAZZO, F. M. A.; ANDREATA, R. H. P.; MONTEIRO, M. H. D. A. 2010. Sinopse comentada de Smilacaceae nas Restingas de Rio das Ostras (RJ, Brasil). Pesquisas. Botânica 61: 307-314

- GUIMARAES, A. R.; ANDREATA, R. H. P.; DIAS-NETO, A. O.; MONTEIRO, M. H. D. A. 2010. Anatomia foliar de espécies brasileiras de Smilax L.: S. quinquenervia Vell., S. stenophylla A.DC. e S. subsessiliflora Duham. Revista em Agronegócio e Meio Ambiente 3: 77-87

- MEDEIROS, M. F. T.; ANDREATA, R. H. P.; SENNA-VALLE, L. 2010. Identificação de termos oitocentistas relacionados às plantas medicinais usadas no Mosteiro de São Bento do Rio de Janeiro, Brasil. Acta Botanica Brasilica 24: 780-789

- PALAZZO, F. M. A.; DIAS-NETO, A. O.; MONTEIRO, M. H. D. A.; ANDREATA, R. H. P. 2010. Sinopse comentada de Sapotaceae no município de Rio das Ostras (RJ, Brasil). Pesquisas. Botânica 61: 293-306

- ANDREATA, R. H. P. 2009. A New Species of Smilax and a Key to All Species from Minas Gerais, Brazil. Systematic Botany 34: 28-31

- MONTEIRO, M. H. D. A.; SISTON, T. F.; SOUZA, T. F.; LIMA, L. S.; ANDREATA, R. H. P. 2009. A família Sapotaceae no Herbário da Universidade Santa Úrsula, Rio de Janeiro. Eugeniana 30: 9-16

- ANDREATA, J. V.; ANDREATA, R. H. P.; LIMA, H. C.; VAZ, A. M. F.; BAUMGRATZ, J. F. A.; PROFICE, S. R. 2008. Diversity and floristic composition of the vascular plants in the forest fragments in southeastern Rio de Janeiro, Brazil. Botanical Research Institute of Texas. Journal 2: 575-592

- MONTEIRO, M. H. D. A.; ANDREATA, R. H. P.; NEVES, L. J. 2008. Estruturas Secretoras em Sapotaceae. Pesquisas. Botânica 59: 252-263

- CALVENTE, ALICE M.; ANDREATA, REGINA H. P.; VIEIRA, RICARDO C. 2008. Stem anatomy of Rhipsalis (Cactaceae) and its relevance for taxonomy. Plant Systematics and Evolution 276: 1-7

- MEDEIROS, M. F. T.; SENNA-VALLE, L.; ANDREATA, R. H. P. 2007. Figos na Famácia do Mosteiro de São Bento, Rio de Janeiro. Albertoa (Río de Janeiro) 27: 189-196

- BENTO, M. P.; ANDREATA, R. H. P. 2007. Plantas Úteis do Campus da Universidade Santa Úrsula, Bairro de Botafogo, RJ: Uma Abordagem Etnobotânica. Eugeniana XXIX: 17-31

- MEDEIROS, M. F. T.; SENNAVALE, Lucy D.; ANDREATA, R. H. P. 2007. Histórico e o uso da salsa parrilha (Smilax spp.) pelos boticários no Mosteiro de São Bento. Revista Brasileira de Biociências (impreso) 5: 27-29

- GIANNERINI, A. C.; QUINET, A.; ANDREATA, R. H. P. 2007. O Gênero Ocotea Aubl. (Lauraceae) no Parque Nacional do Itatiaia. Pesquisas. Botânica 58: 283-330

- MONTEIRO, M. H. D. A.; NEVES, L. J.; ANDREATA, R. H. P. 2007. Taxonomía e Anatomia das espécies de Pouteria Aublet (Sapotaceae) do Estado do Rio de Janeiro, Brasil. Pesquisas. Botânica 58: 7-118

- ANDREATA, R. H. P. 2007. Acervo da Família Orchidaceae no Herbário do Instituto de Ciências Biológicas e Ambientais da Universidade Santa Ursula, Rio de Janeiro. Orquidário 21: 95-100

- LOPES, T. C. C.; ANDREATA, R. H. P.; CHAUTEMS, A. 2007. Distribuição e conservação do gênero Besleria L. (Gesneriaceae) no Brasil: dados preliminares. Revista Brasileira de Biociências (impreso) 5: 876-878

- MEDEIROS, M. F. T.; SENNA-VALLE, L.; ANDREATA, R. H. P.; FERNANDES, L. R. R. M. V. 2007. Informações estratégicas geradas a través do estudo de patentes de planatas medicinais citadas por sitiantes da Reserva Rio das Pedras, Mangaratiba, Rio de Janeiro. Revista de Biología Neotropical 4: 139-147

- CALVENTE, A. M.; ANDREATA, R. H. P. 2007. The Cactaceae of the Natural Municipal Park of Prainha, Rio de Janeiro, Brazil: taxonomy and conservation. Botanical Research Institute of Texas. Journal 1: 529-548

- MONTEIRO, M. H. D. A.; NEVES, L. J.; ANDREATA, R. H. P. 2007. Levantamento e distribuição das Espécies de Pouteria Aubl. (Sapotaceae) do Estado do Rio de Janeiro, Brasil. Revista Brasileira de Biociências, Porto Alegre, 5 (2): 369-371

## Libros
- ANDREATA, R. H. P. 1997. Revisão das espécies brasileiras do gênero Smilax Linnaeus (Smilacaceae). Botánica: Pesquisas 47, Instituto Anchietano de Pesquisas São Leopoldo, 243 pp.

- ANDREATA, R. H. P.; TRAVASSOS, O. 1994. Chaves Para Determinar As Familias de Pteridophyta, Gymnospermae e Angiospermae. 3ª ed. RIO DE JANEIRO: UNIVERSIDADE SANTA ÚRSULA, 134 pp. (2ª ed. 1989; 1ª ed. 1983).

## En Resúmenes en Congresos
- MEDEIROS, M.F.T.; ANDREATA, R. H. P.; SENNA-VALLE, L. 2011. As oficinas de enfermaria e biotica do Mosteiro de São Bento do Rio de Janeiro durante o século XIX. In: Ariane Luna Peixoto & Inês Machline Silva (orgs.) Saberes e usos de plantas : legados de atividades humanas no Rio de Janeiro. 1ª ed. Río de Janeiro: PUC-Rio.

- ANDREATA, R. H. P. 2010. Smilacaceae. In: Rafaela Campostrini Forzza; Paula Moraes Leitman; Andrea Costa et al. (orgs.) Catálogo de Plantas e Fungos do Brasil. 1ª ed. Río de Janeiro: Instituto de Pesquisas Jardim Botânico do Rio de Janeiro, v. 2, p. 1232-1232.

- ANDREATA, R. H. P. 2010. Smilacaceae. In: Taciana Barbosa Cavalcanti & Maria de Fátima Batista (orgs.) Flora do Distrito Federal, Brasil. 1ª ed. Brasilia: Embrapa, v. 8, p. 127-148.

- ANDREATA, R. H. P. 2009. Smilacaceae. In: Giulietti, A.M.; Silva, J.M.C.; Rapini, A.; Queiroz, L.P. & Andrade, M.J.G.. (Org.). Plantas Raras do Brasil. 1ed.Belo Horizonte: Conservação Internacional do Brasil, 2009, v. 1, p. 374.

- ANDREATA, R. H. P. 2009. Smilacaceae. In: João Roberto Stehmann; Rafaela Campostrini Forzza; Alexandre Salino; Marco Sobral; Denise Pinheiro da Costa; Luciana H. Yoshino Kamino (orgs.) Plantas da Floresta Atlântica. 1ª ed. Río de Janeiro: Instituto de Pesquisas Jardim Botânico do Rio de Janeiro, v. 1, p. 475.

- ANDREATA, R. H. P. 2006. Smilicaceae. In: BARBOSA, M.R.V, SOTHER, C., MAYO, S. GAMARRA-ROJAS, C. F. L., MESQUITA,A. C. (orgs.) Checklist das Plantas do Nordeste Brasileiro: Angiospermas e Gymnospermas. Brasília: Ministério de Ciência e Tecnologia, p. 156.

- REIF, C.; ANDREATA, R. H. P.; ANDREATA, J. V. 2006. Vegetação Marginal das Lagunas da Baixada de Jacarepagua, Rio de Janeiro. In: ANDREATA, J. V. (org.) Síntese Histórica e Ecológica com Ênfase a Fauna e Flora do Complexo Lagunar da Baixada de Jacarepaguá, Rio de Janeiro. Río de Janeiro: Editora Universidade Santa Ursula, p. 370.

## Membresías
- Sociedad Botánica de Brasil[8]
- Asociación latinoamericana de Botánica, tesorera 1990-1994[9]

### de Cuerpo editorial
- 1989 - actual: Eugeniana
- 2006 - actual: Pesquisas. Botânica

## Premios y títulos
- 2002: premio verde/mención honrosa, Sociedad botânica do Brasil.
- 2002: profesora homenajeada, Universidad Santa Úrsula.
- 2001: profesora homenajeada, Universidad Santa Úrsula.
- 1978: trabajo y dedicación, Fundação Técnico-Educacional Souza Marques.

- Portal:Biografías. Contenido relacionado con Botánica.
- Portal:Biología. Contenido relacionado con Taxonomía.